# Amali de Angelis Mussi
Amali de Angelis Mussi é é pedagoga, professora titular da UEFS, com atuação na formação docente, gestão acadêmica e pesquisa em educação. É a atual reitora da Universidade Estadual de Feira de Santana.
Em 2023, foi eleita para o mandato de 2023 a 2027.

## Carreira
Amali é pedagoga, com graduação pela Universidade de Taubaté (1986), mestrado e doutorado em Educação pela Pontifícia Universidade Católica de São Paulo, e especialização em Psicopedagogia. Desde 1991, dedica-se à formação inicial e continuada de professores. Ingressou na Universidade Estadual de Feira de Santana (UEFS) em 2010, onde atuou como professora titular na área de Prática de Ensino e no Programa de Pós-Graduação em Educação. Entre 2015 e 2019, exerceu a função de Pró-Reitora de Ensino de Graduação e, de 2019 a 2023, foi Vice-Reitora da UEFS. Em 2023, assumiu a Reitoria da universidade para o período de 2023-2027, tornando-se a terceira mulher a ocupar o cargo.
Sua gestão é marcada pelo compromisso com a educação e a valorização do processo democrático. Além de suas funções administrativas, Amali Mussi preside a Câmara de Graduação da Associação Brasileira de Reitoras e Reitores das Universidades Estaduais e Municipais e a Associação Nacional de Didática e Prática de Ensino (Andipe). É também segunda vice-presidente do Grupo de Cooperação Internacional das Universidades Estaduais. Em reconhecimento à sua trajetória acadêmica e contribuição para a educação, será homenageada com a Comenda Maria Quitéria, a mais alta honraria do Legislativo de Feira de Santana.
1. 1 2  «Amali de Angelis Mussi». Escavador. Consultado em 9 de março de 2025
2. 1 2  Redação (date_time). «Conheça a professora Amali Mussi, nova reitora da Universidade Estadual de Feira de Santana». Anota Bahia. Consultado em 9 de março de 2025 Verifique data em: |data= (ajuda)
3. ↑  «Diretoria 2023 - 2024». Andipe. Consultado em 9 de março de 2025
4. ↑  «Homenageada pela Câmara, reitora da UEFS diz estar em Feira de Santana "para vivê-la intensamente"». Câmara Municipal de Feira de Santana. 19 de novembro de 2024. Consultado em 9 de março de 2025